# Юферс

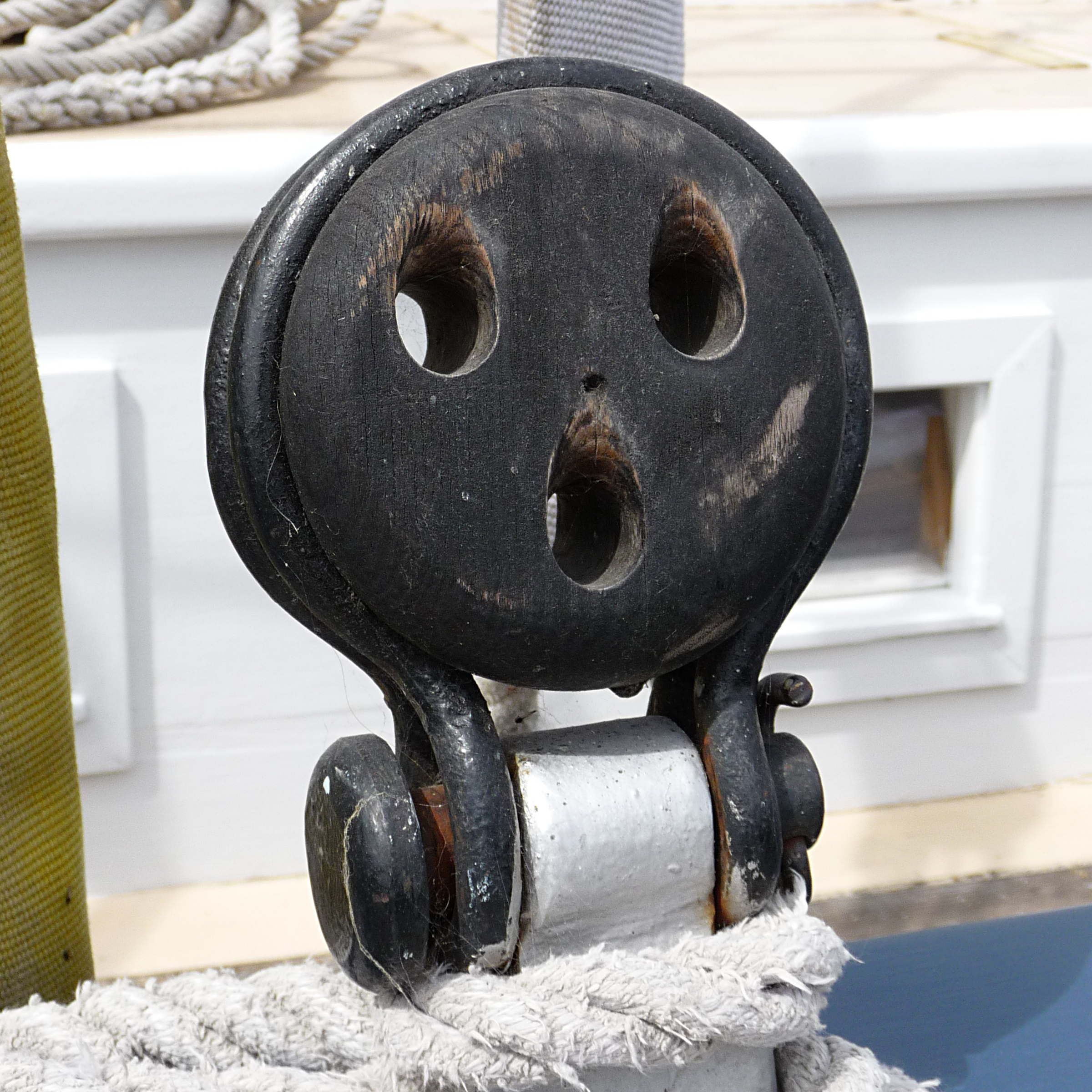
Нижній юферс без проведених лопарів талрепа.

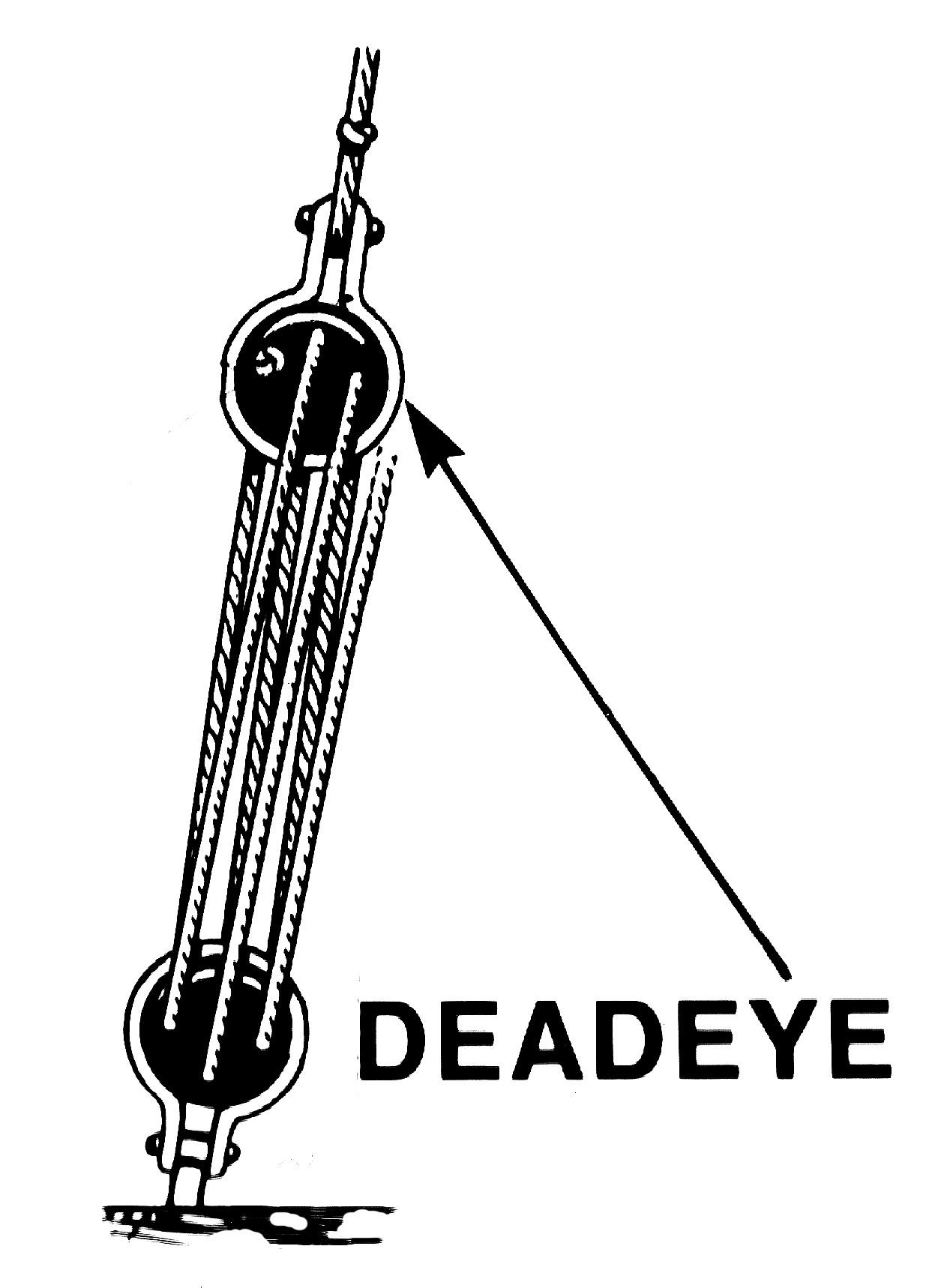
Схема проведення тросового талрепа

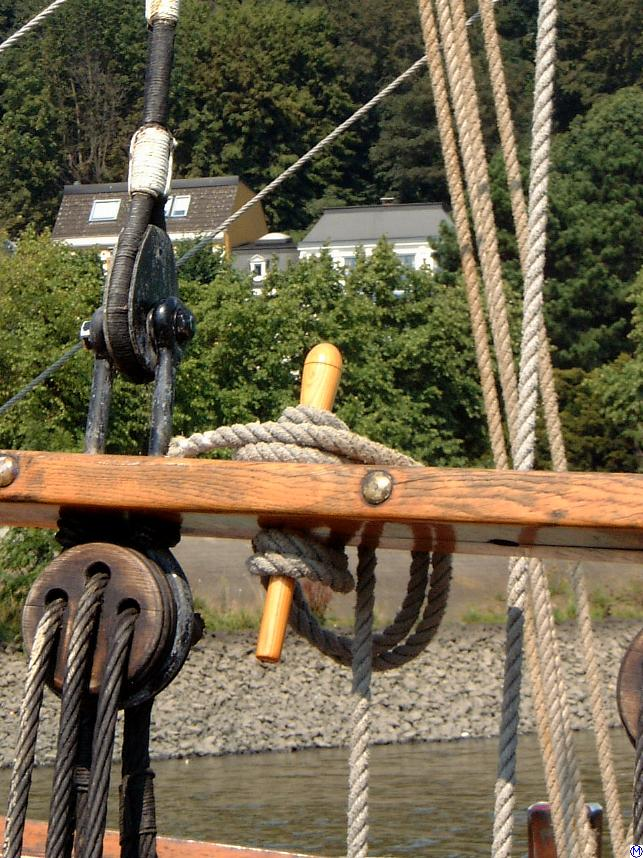
Юферс фордуна під кофель-планкою

Ю́ферс (нід. juffer — «дівчина») — круглий блок у формі сочевиці з трьома наскрізними отворами (кіпами) в щоках, що розміщені у вигляді трикутника, для проведення спеціального троса (талрепа). У вітрильнках пари юферсів у складі тросових талрепів застосовували для обтягування (набивання) стоячого такелажу (зазвичай вантів). Верхній юферс (вант-юферс) мав по колу жолоб (кіп) для огона ванти (фордуна, штага чи іншої снасті), нижній юферс — пруткові обкуття, або бугель з обушком для кріплення до борту судна, або до вант-путенса.
Нижній юферс кріпили до вант-путенса (або п'ютенга русленя), на верхній юферс надівали огон нижнього кінця ванти. Через отвори-кіпи обох юферсів протягали трос-талреп (аналог лопаря в талів). Для того, щоб корінний кінець талрепа не вислизнув через кіп, на ньому в'язали юферсний вузол (талрепний кноп). Ходовий кінець талрепа після проведення через всі шість отворів міцно затягали і кріпили до ванти шлагами. Поверх верхніх юферсів до вант прив'язували ворст — поперечний залізний прут, що не давав юферсам перекручуватися, утримуючи їх на одному рівні, окрім того, він водночас слугував першим щаблем на вантах.
Для натягання штагів застосовували штаг-юферси: вони мали тільки один великий отвір, споряджений з одного боку трьома маленькими кіпами, в які укладався талреп.
Юферси виробляли з твердих порід дерева, з середини XIX століття відливали з чавуну. З кінця XIX століття юферси робили у вигляді трикутної металевої ковки із спільним вікном і жолобами-кіпами для тросів талрепа.
З початку XX століття юферси фактично повністю вийшли з ужитку, витіснені як елемент такелажу гвинтовими талрепами.

## Галерея

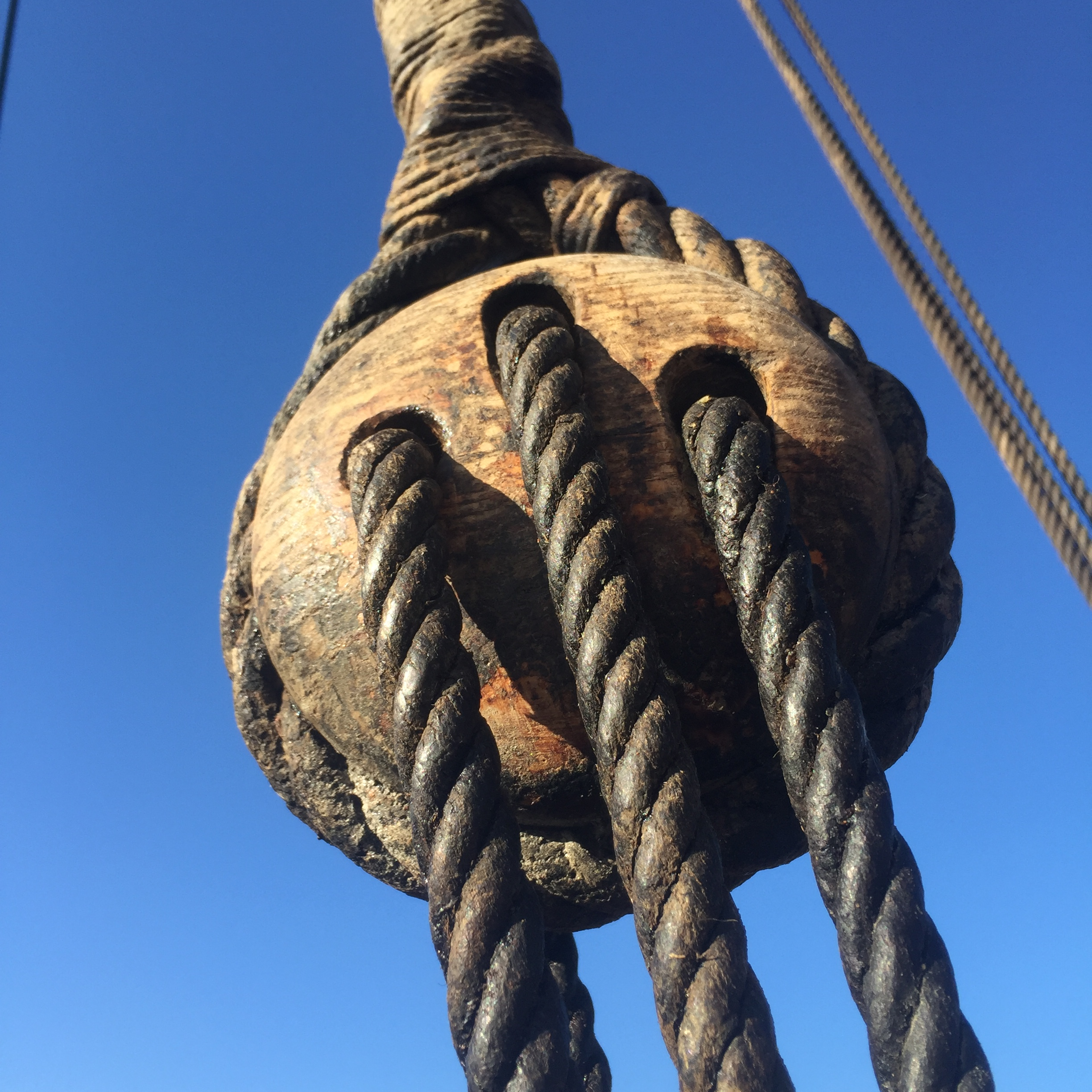
Юферс з проведеним талрепом
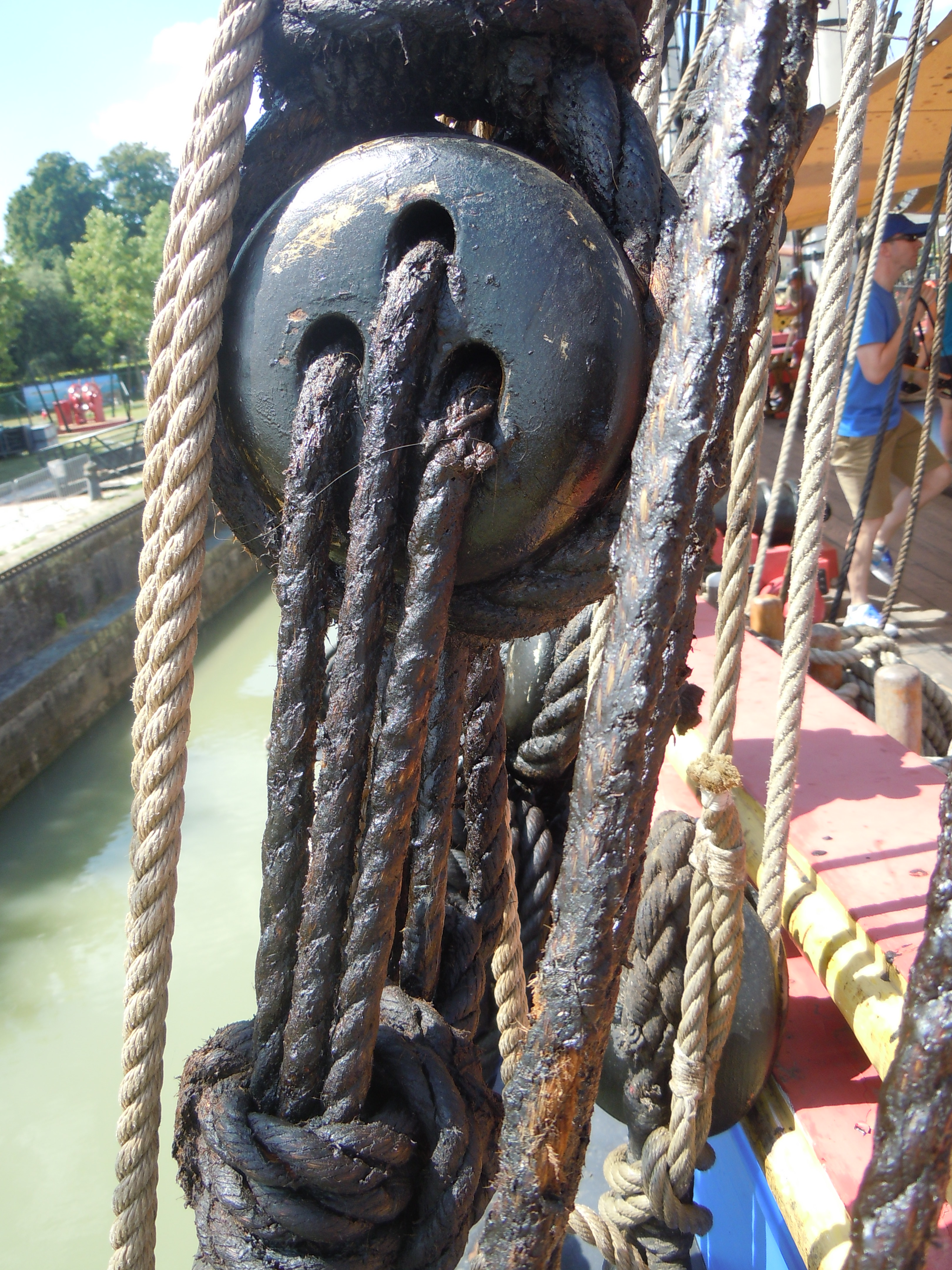
Юферс з проведеним талрепом на вітрильнику «Герміона»
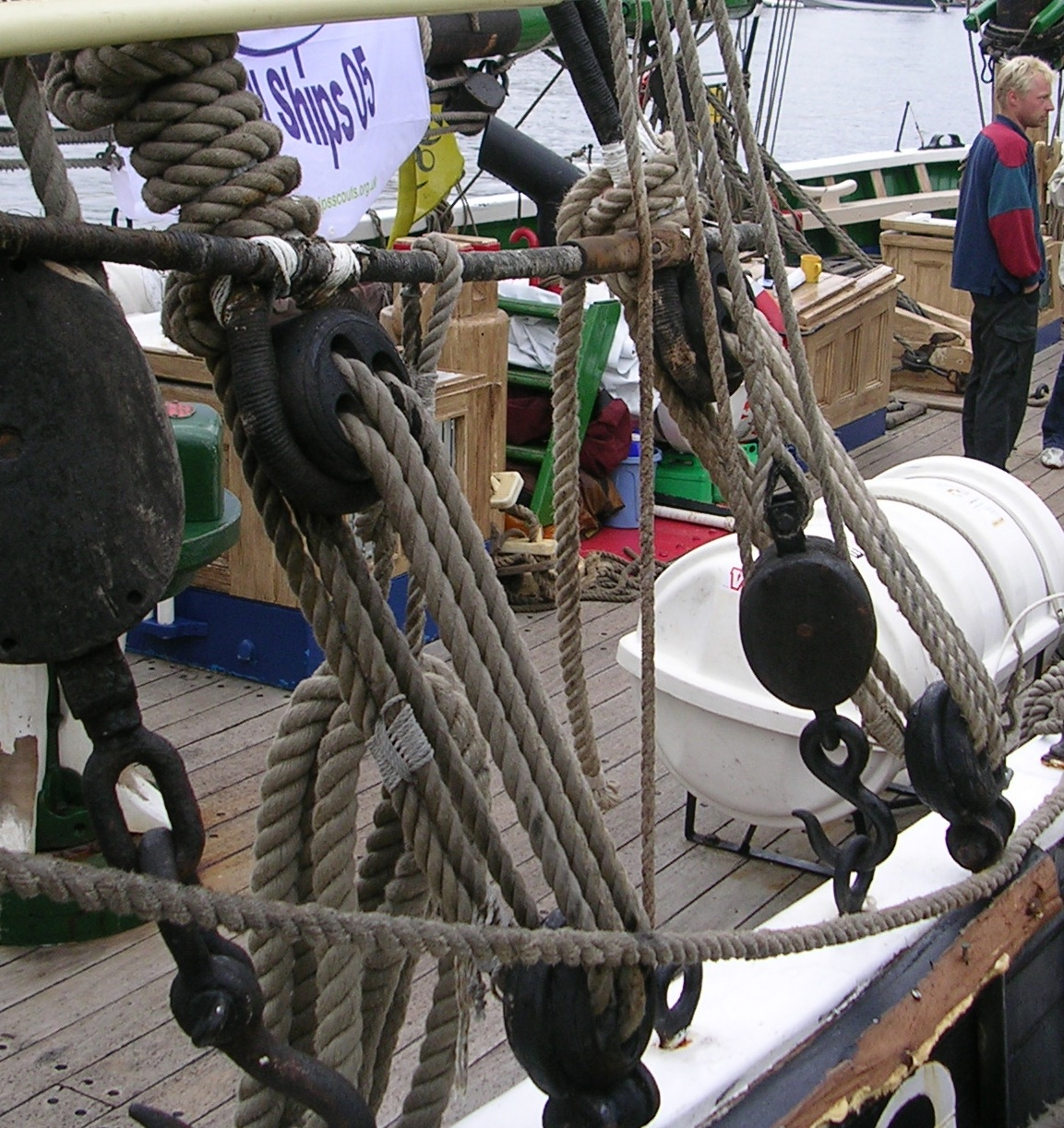
Пара юферсів з проведеним талрепом
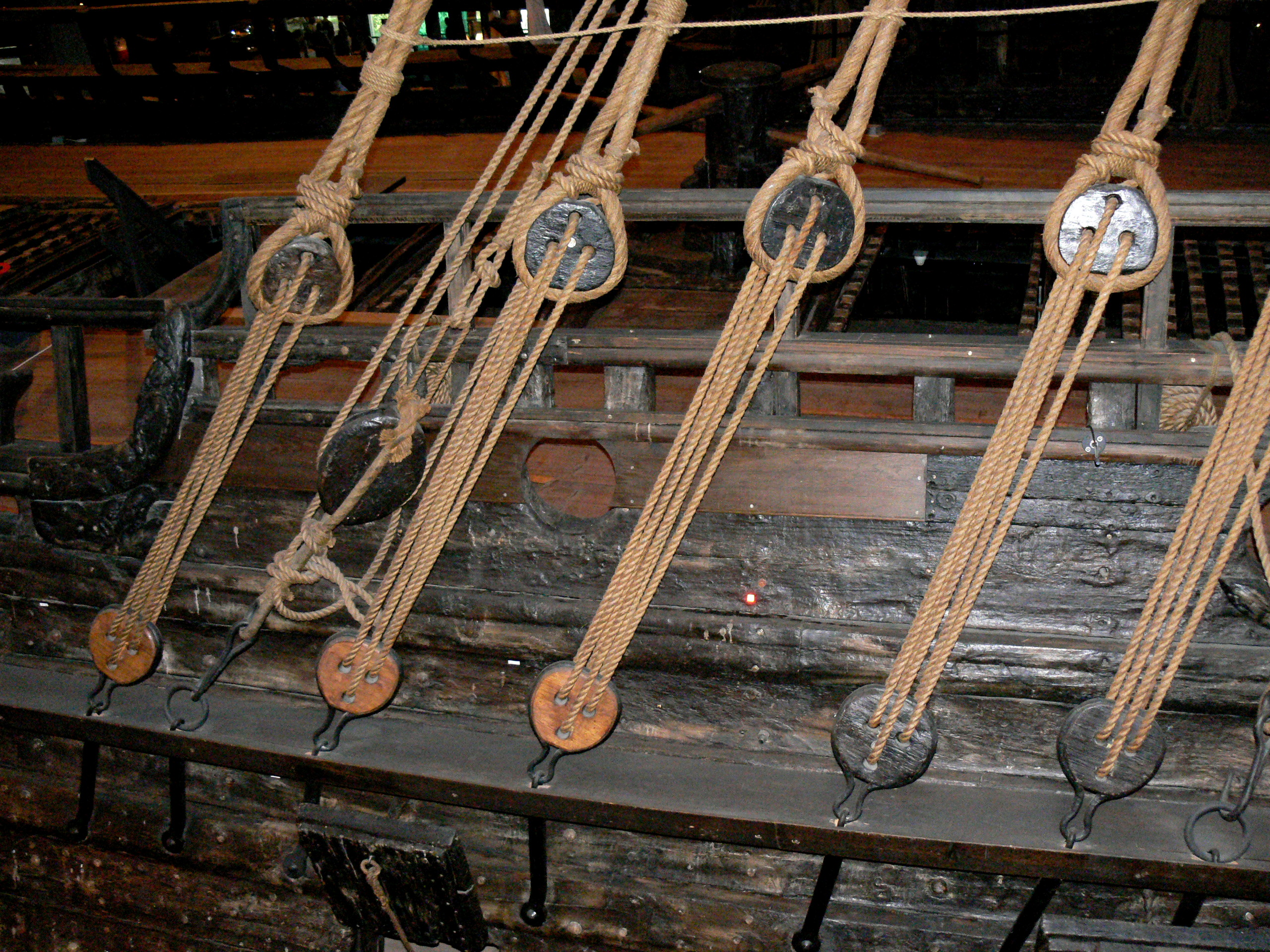
Юферси з вант-путенсом на руслені галеона «Ваза»
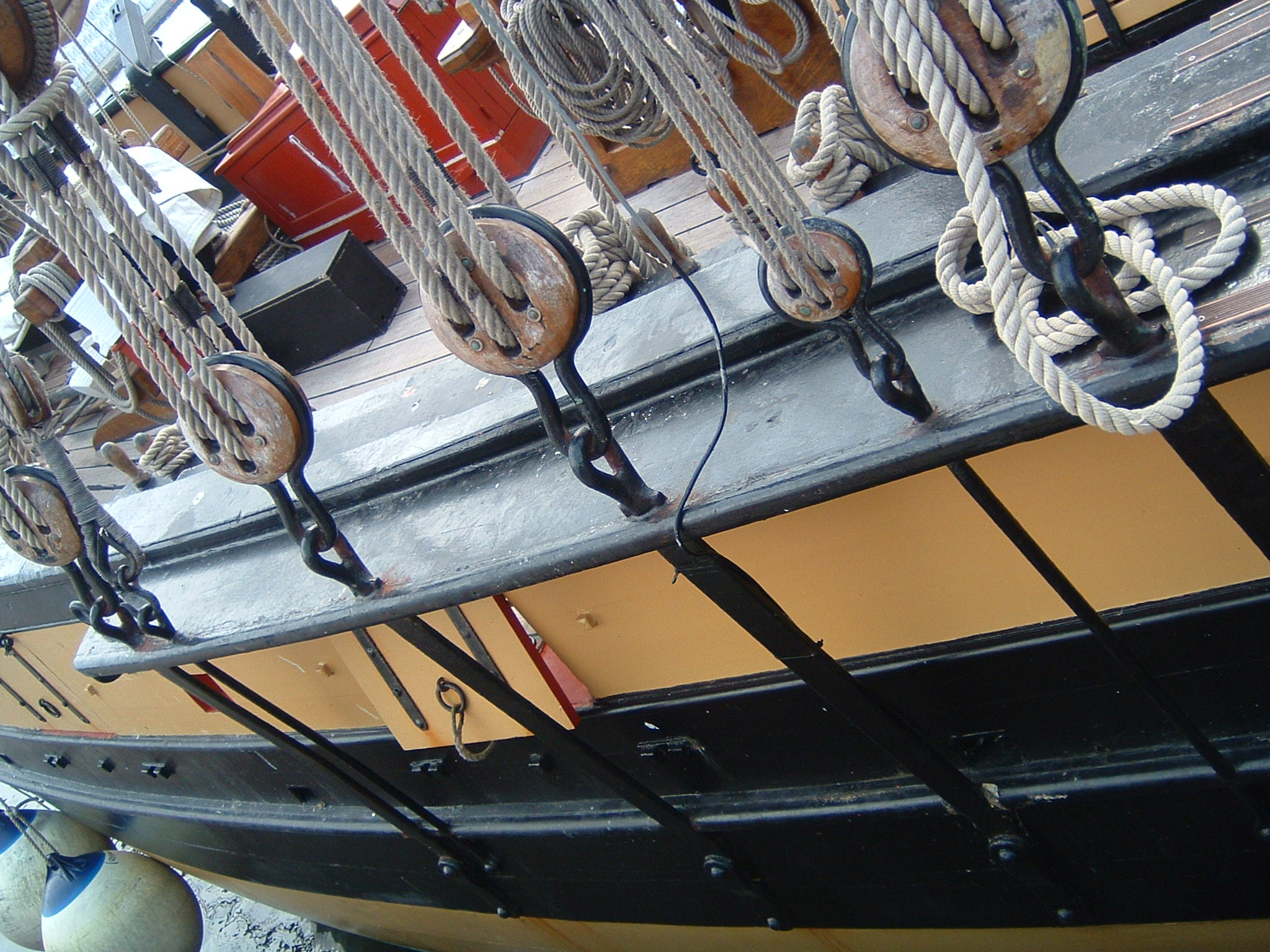
Нижні кінці вант з юферсами на руслені
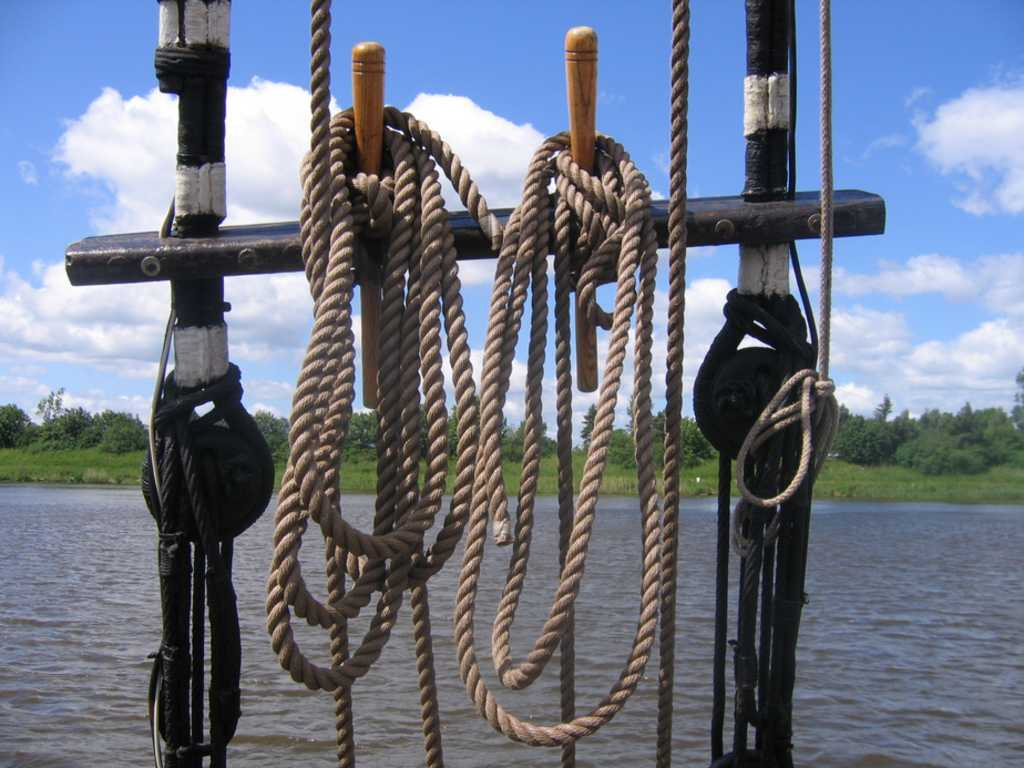
Юферси фордунів із закріпленою над ними кофель-планкою